# Eliza Ann Grier
Eliza Ann Grier (née en 1864 dans le comté de Mecklenburg en Caroline du Nord et morte en 1902 à Charlotte en Caroline du Nord) est une femme médecin américaine et la première femme afro-américaine autorisée à pratiquer la médecine dans l'État de Géorgie.

## Biographie
Le docteur Eliza Ann Grier est née dans le comté de Mecklenburg en Caroline du Nord en 1864. Elle est la fille d'Emily et George Washington Grier. Bien qu'elle soit née après la Proclamation d'émancipation, elle était une esclave de la Caroline du Nord. En pratique, elle est émancipée à la fin de la guerre, alors qu'elle est encore nourrisson. Plus tard, elle déménage à Nashville, dans le Tennessee et rentre à l'université Fisk. Afin de pouvoir se payer ses frais de scolarité, elle alterne, chaque année d'études, avec la récolte de coton : après s'être inscrite en 1884, elle est diplômée en 1891.
Eliza Ann Grier écrit au Collège médical pour femmes en Pennsylvanie, en 1890, pour expliquer qu'elle a très peu d'argent et demande si une aide « pourrait être accordée à une esclave émancipée afin de recevoir toute assistance [pour exercer] une profession si noble ». Elle est admise au Collège en 1893 et continue à travailler durant ses études.
Après avoir obtenu son diplôme, en 1897, elle déménage à Atlanta, en Géorgie, et demande une licence pour pratiquer la médecine dans le comté de Fulton, ce qui en fait la première femme afro-américaine à recevoir une licence médicale dans cet État.
Elle installe un cabinet privé, spécialisé en gynécologie et obstétrique, à Atlanta. Elle améliore également ses revenus avec des emplois d'enseignante. Comme les autres médecins et pharmaciens noirs, à cette époque, elle est confrontée à la ségrégation qui entraîne des difficultés financières. Elle tombe malade en 1901, trois ans seulement après l'ouverture de son cabinet et est dans l'incapacité de travailler. Elle sollicite l'aide financière de Susan B. Anthony, une militante pour le suffrage des femmes : celle-ci ne peut l'aider. Elle déménage à Albany, en Géorgie , où son frère Richard Edgar Grier, travaille en tant que médecin. Elle meurt en 1902, seulement cinq ans après avoir commencé à pratiquer la médecine et est enterrée à Charlotte, en Caroline du Nord.